# C・J・アンダーソン
C・J・アンダーソン（Cortrelle Javon "C. J." Anderson、1991年2月10日 - ）は、カリフォルニア州ヴァレーホ出身の元アメリカンフットボール選手。現役時代のポジションはランニングバック。

## 経歴

### プロ入り前
高校3年次までは、オプションプレーでクォーターバックとして起用され、1297ヤードを走り、20TDランをあげるとともに、パス91回中44回成功。785ヤードを獲得し、11TDパスを記録した。4年次にランニングバックにコンバートされ、1623ヤードを走り、23TDをあげた。
レイニーカレッジに進学、1年次の2009年には693ヤードを走り3TDをあげた。2年次の2010年には206回のランで1,644ヤード（平均7.4ヤード）を走り、13TDラン、22レシーブで350ヤード、2TDレシーブをあげた。
カリフォルニア大学に編入学し、3年次の2011年は、全13試合に控えランニングバックとして出場し、72回のランで345ヤードを走り8TDをあげた。4年次の2012年は、全12試合に出場し、チームトップの790ヤードを走り4TDをあげた。

### デンバー・ブロンコス
2013年4月27日、ドラフト外フリーエージェントで、デンバー・ブロンコスと契約を結んだ。8月15日の練習中に右膝のMCLを痛めてカートで運ばれた。2014年11月9日のオークランド・レイダース戦で、ペイトン・マニングからのスクリーンパスをキャッチ、51ヤードのTDレシーブでプロ初TDをあげた。11月16日より先発選手として起用された。11月23日のマイアミ・ドルフィンズ戦、11月30日のカンザスシティ・チーフス戦でそれぞれ150ヤード以上を走る活躍を見せた。2試合連続で150ヤード以上を走ったのは、2012年のミネソタ・バイキングス・エイドリアン・ピーターソン以来のことであった。第14週のバッファロー・ビルズ戦、第17週のオークランド・レイダース戦でそれぞれ3TDをあげた。この年、ランで849ヤード、レシーブで324ヤードの合計1,173ヤードを獲得、合計10TDをあげた。シーズン終了後、ピッツバーグ・スティーラーズのレベオン・ベルの代わりにプロボウルに選ばれた。
2015年、第6週まではランで50ヤード以上を記録することがなかった。11月1日のグリーンベイ・パッカーズ戦で14回のランで101ヤードを走った。第12週のニューイングランド・ペイトリオッツ戦で113ヤードを走り、決勝TDを含む2TDランをあげて30-24の勝利に貢献、その週のAFC最優秀攻撃選手に選ばれた。この年彼は720ヤードを走り、5TD、チームは12勝4敗でAFC第1シードを得た。2016年1月17日のピッツバーグ・スティーラーズとのディビジョナルプレーオフでは15回のランで72ヤードを走り、決勝TDをあげて、チームは23-16で勝利した。ニューイングランド・ペイトリオッツとのAFCチャンピオンシップゲームでは16回のランで72ヤードを走り、チームは20-18で勝利した。カロライナ・パンサーズとの第50回スーパーボウルではラン23回、レシーブ4回で合計100ヤードを獲得した。試合時間残り3分に、2ヤードのTDランをあげた。チームも24-10で勝利しスーパーボウルチャンピオンに輝いた。
2015年シーズン終了後、制限付きフリーエージェントとなった彼は、2016年3月10日、マイアミ・ドルフィンズと4年1800万ドルで契約を結んだが、3月15日、ブロンコスがドルフィンズと同条件を提示、彼はブロンコスに4年とどまることとなった。スーパーボウルの再戦となった開幕戦では20回のランで92ヤードを走り、1TDラン、レシーブでもTDをあげた。9月18日のインディアナポリス・コルツ戦では74ヤードを走り、1TDをあげた。10月2日のタンパベイ・バッカニアーズ戦でシーズン3個目のTDをあげた。10月24日のヒューストン・テキサンズ戦の序盤にひざを負傷したが、16回のランで107ヤードを走った。火曜日にチームドクターの診断を受けた彼は、半月板の修復手術をその週に受けた。10月29日、故障者リスト入りした。この年彼は110回のランで437ヤード、4TD、16回のレシーブで128ヤード、1TDを記録した。
2017年9月17日のダラス・カウボーイズ戦で25回のランで118ヤード、1TD、3回のレシーブで36ヤード、1TDをあげた。カウボーイズ相手に100ヤードラッシャーとなったのは、2015年にワシントン・レッドスキンズのアルフレッド・モリスが記録して以来のことであった。第15週のインディアナポリス・コルツ戦で158ヤードを走った。最終週のカンザスシティ・チーフス戦で18回のランで61ヤードを走り、この年1007ヤードを記録、初の1000ヤードラッシャーとなった。
2018年4月16日、5シーズン在籍したブロンコスから解雇された 。

### カロライナ・パンサーズ
2018年5月7日、カロライナ・パンサーズと1年契約を結んだ。開幕戦のダラス・カウボーイズ戦では試合の序盤に先発RBクリスチャン・マカフリーがファンブルしたものの、全67スナップ中12回に出場し、7回のランで35ヤードを走った。第3週のシンシナティ・ベンガルズ戦で移籍後初のTDレシーブを記録した。11月12日、パンサーズを解雇された。彼が解雇された理由は、クリスチャン・マカフリーが活躍し、彼の役割が減少したためとマーティ・ハーニーGMは説明を行った。マカフリースナップの96.3%でプレーする一方で、アンダーソンは平均6スナップで起用され、24回のランで104ヤードにとどまった。

### ロサンゼルス・ラムズ
2018年12月5日、オークランド・レイダースと契約したが、1試合も出場することなく、12月11日、解雇された。
同年12月18日、ロサンゼルス・ラムズと契約を結んだ。エースRBのトッド・ガーリーが欠場した第16週のアリゾナ・カージナルス戦で167ヤードを走り、1TD、最終週のサンフランシスコ・フォーティナイナーズ戦で123ヤードを走るとともに、レシーブで22ヤードを獲得、勝利に貢献した。
この年、2チームで11試合に出場し、67回のランで403ヤードを走り、2TD、5回のレシーブで41ヤード、1TDをあげた。
ダラス・カウボーイズとのディビジョナルプレーオフでは23回のランで123ヤード、2TDランをあげて30-22の勝利に貢献した。
ニューオーリンズ・セインツと対戦したNFCチャンピオンシップゲームでは16回のランで44ヤードをあげた。チームは延長の末26-23で勝利した。
ニューイングランド・ペイトリオッツと対戦した第53回スーパーボウルでは7回のランで22ヤード、2回のレシーブで12ヤードをあげた。しかしチームは3-13で敗れ、自身2度目のスーパーボウル制覇とはならなかった。

### デトロイト・ライオンズ
2019年4月1日にデトロイト・ライオンズと1年契約を結んだ。しかし2試合に出場しただけでリリースされた。

### 現役引退後
2020年9月18日に現役引退を表明した。
現役引退後は指導者として活動し、母校カリフォルニア大学、モンテビスタ高校、ライス大学でコーチを歴任した。